# Chiesa di San Lorenzo (Vo')
La chiesa di San Lorenzo è una chiesa romanica sita nell'abitato di Vo' Vecchio, originale centro e ora frazione di Vo'.
Edificata nel tardo XVII secolo per soddisfare le esigenze religiose dell'aumentata popolazione del luogo in sostituzione dell'oratorio di Sant'Anna, al tempo anch'esso titolato a san Lorenzo martire, è, nella suddivisione territoriale della chiesa cattolica, collocata nel vicariato dei Colli, a sua volta parte della diocesi di Padova, ed è sede parrocchiale.
L'attuale aspetto è dovuto ai leggeri rifacimenti susseguitesi negli anni, mantenendo un'impostazione barocca.